# Vuurtoren van la Jument
De Vuurtoren van la Jument is een vuurtoren nabij Ouessant in de Finistère (Bretagne). De vuurtoren werd gebouwd om de gevaarlijke passage du Fromveur te beveiligen, samen met de Vuurtoren van Kéréon. Op die plek liep het Britse schip Drummond Castle op de rotsen in 1896, waarbij 358 opvarenden om het leven kwamen. De bouw werd bekostigd door een heer Potron, die zelf in 1878 een scheepsramp had overleefd. De vuurtoren werd in 1911 in gebruik genomen. In 1974 liep de vuurtoren schade op tijdens een hevige storm. Onder andere het licht werd gebroken.

## Foto
De vuurtoren werd beroemd door een foto van de Franse fotograaf Jean Guichard die de toren vanuit een helikopter fotografeerde, net op het moment dat er tegen de achterkant een grote golf tegenaan sloeg en de vuurtorenwachter uit de voordeur keek om te zien wat die helikopter kwam doen. Dit was een toevalstreffer. De foto werd gemaakt op 21 december 1989 op een dag dat er golven van tot wel dertig meter gezien werden. De vuurtorenwachter, Théodore Malgorn, verklaarde later dat het een levensgevaarlijke situatie was en hij maar net op tijd de deur kon sluiten om het te overleven. De foto werd wereldberoemd, afgedrukt in vele kranten en uitgegeven op posters. In 1991 eindigde deze als tweede in de verkiezing voor de World Press Photo van het jaar.